# Banco Popular Dominicano
El Banco Popular Dominicano (BPD) (oficialmente; Banco Popular Dominicano S.A.) es una institución financiera y de capital privado de República Dominicana. Es una filial del conglomerado financiero Grupo Popular. Fue fundado por Alejandro Grullón en 1963. En la actualidad su presidente es Christopher Paniagua.
Es el banco privado más grande del país por activos y según la revista financiera The Banker, figura en la lista de los 1000 mejores bancos del mundo.

## Historia
En 1963 el empresario Alejandro Enrique Grullón Espaillat (fallecido en 2020) fundó el Banco Popular y este inicia sus operaciones el 2 de enero de 1964, teniendo su oficina en la calle Isabel la Católica, en Santo Domingo, Distrito Nacional.
En 1964, el Banco Popular contaba con varias sucursales en diferentes provincias del país y con el paso de los años se ha consolidado como el tercer banco más grande del país, sólo por detrás de los estatales Banco Central y Banco de Reservas.
En agosto de 1983 el Banco Popular inaugura Popular Bank, su filial en Panamá. Más tarde, en 1986, se inaugura The Dominican Bank, en Nueva York, funcionó por más de dos décadas, hasta que se anunció el cierre de sus operaciones en mayo de 2013.

## Reconocimientos
Fue escogido por le revista Global Finance como El mejor banco de la República Dominicana en 2018, 2019, 2020, 2022, 2023 y 2024.
En 2024 fue reconocido como la empresa más sostenible del país.